# Миска
Ми́ска — глубокая посуда в виде маленького таза или глубокого блюда. Может быть металлической, эмалированной, деревянной или глиняной. Первоначально обязательно имела ручки.
Миски применяются не только для еды, но главным образом для приготовления пищи (смеси салатов, винегретов, теста и т. д.).
Упоминается в русских книгах начиная с XVII века, но, вероятно, была известна ещё ранее. Само слово «миска» образовано от слов «мешать», «размешивать», и раньше писалось «мешка».
Во многих культурах, в том числе русской, использовалась «общая миска» — миска, из которой ели все, сидящие за столом.